# Piezotettix cultratus
Piezotettix cultratus är en insektsart som först beskrevs av Carl Stål 1877.  Piezotettix cultratus ingår i släktet Piezotettix och familjen torngräshoppor. Inga underarter finns listade i Catalogue of Life.